# Monumento a las víctimas del Maine

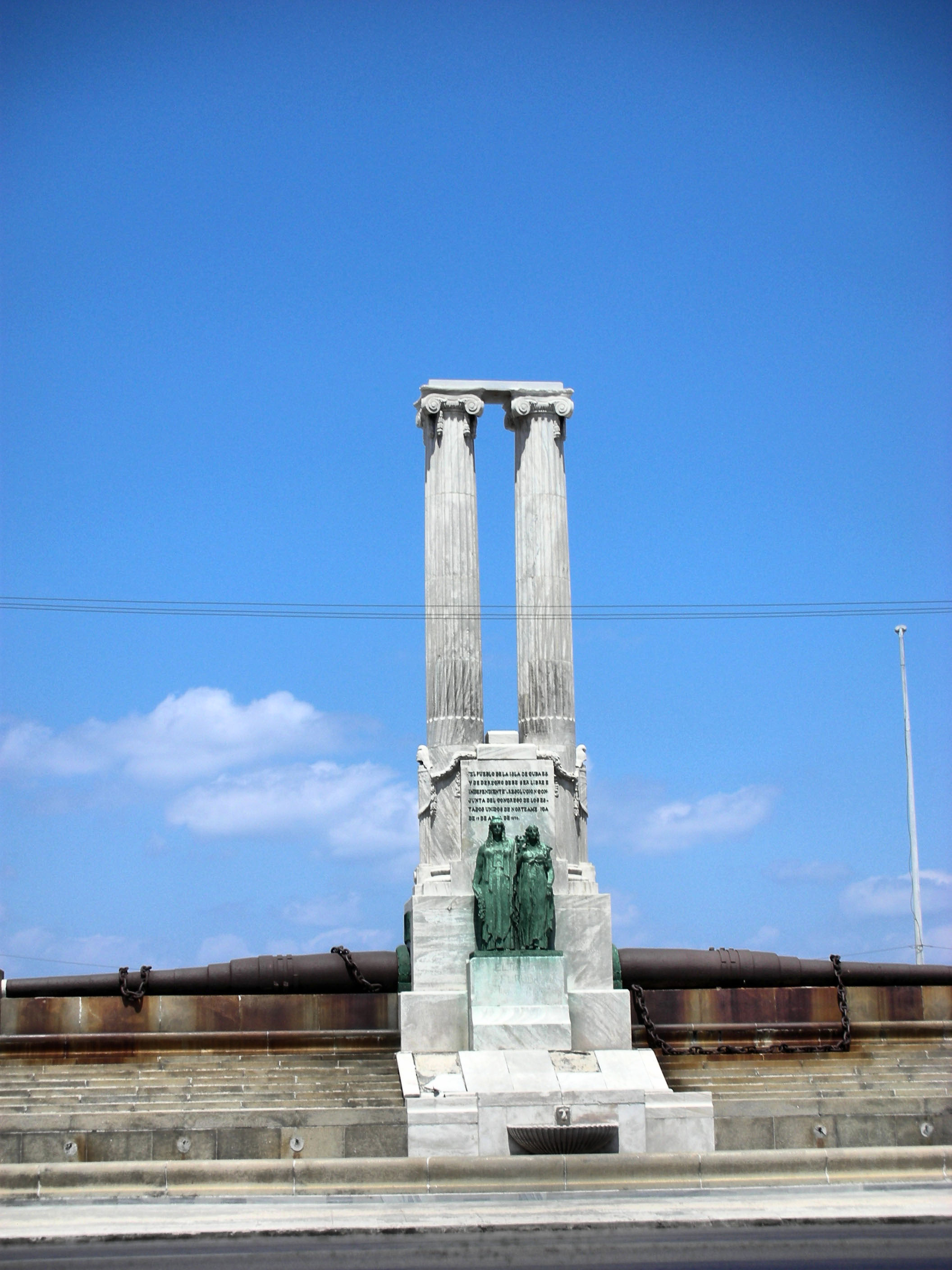
El monumento en el.

El monumento a las víctimas del Maine fue construido en una zona del Malecón conocida como El Vedado, La Habana, Cuba, en recuerdo a los marineros que murieron en la explosión del acorazado estadounidense USS Maine al anochecer del día 15 de febrero de 1898, que sirvió como pretexto a los Estados Unidos para declarar la guerra a España y comenzar a apoderarse de sus colonias aprovechando la plena depresión económica hispánica. Esta obra se debió al arquitecto cubano Félix Cabarrocas y al escultor español Moisés de Huerta. Coronaba su cúspide la estatua de un águila calva que tenía sus alas extendidas en forma vertical, lo cual facilitó el hecho de que un huracán dañara el monumento, colocándose posteriormente el águila con las alas horizontales.
Además tenía tres bustos de políticos estadounidenses: William McKinley, a quien correspondió declarar la guerra a España; Leonard Wood, primer interventor en la Isla, y Theodore Roosevelt, el presidente. El 18 de enero de 1961, luego de la Revolución cubana, se mandó retirar el águila, así como las estatuas de los políticos estadounidenses, quedándose en su estado actual.

## Descripción del monumento y su historia

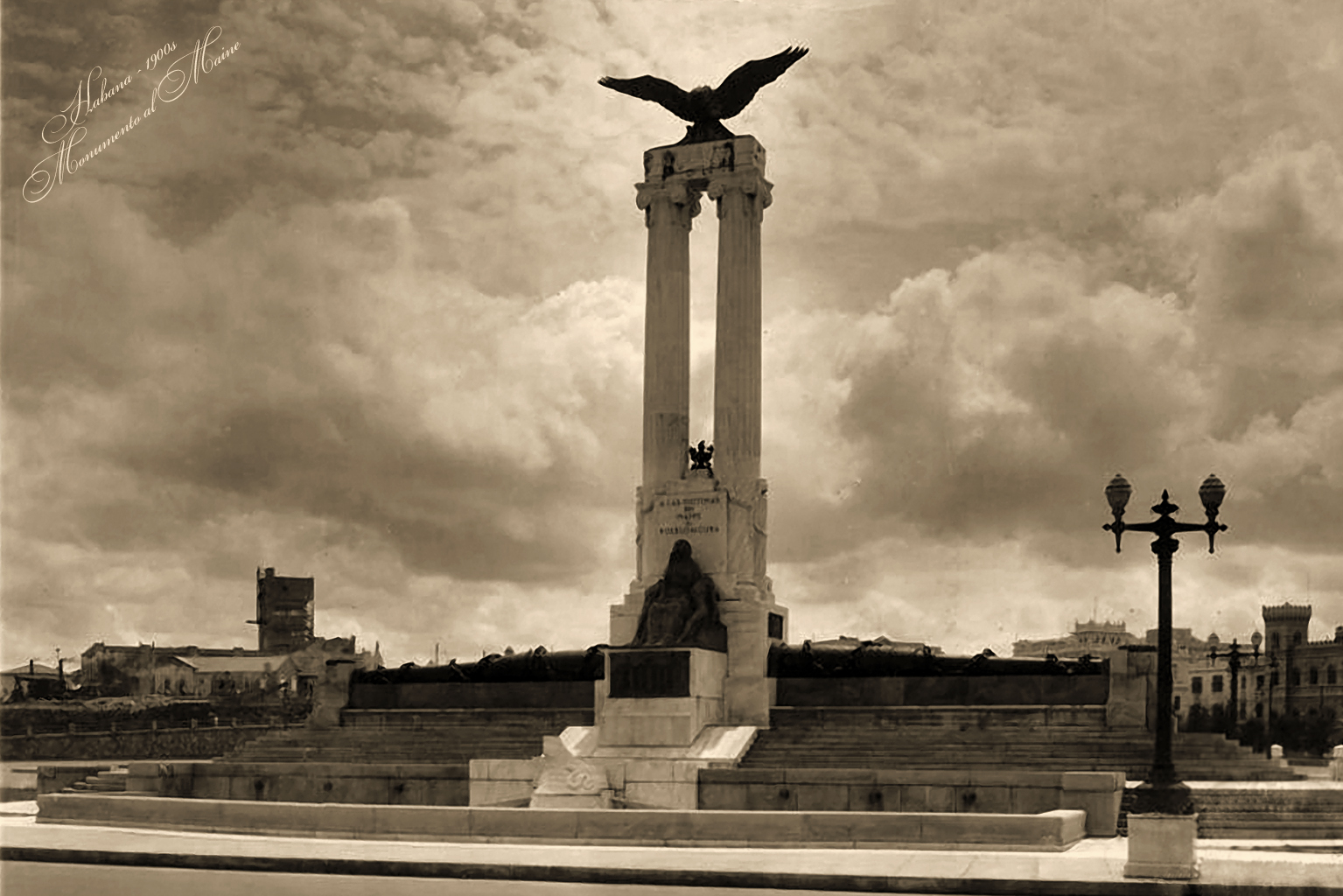
El monumento antes de 1961, cuando todavía conservaba el águila.

El 6 de diciembre de 1913 el general Mario García Menocal, tercer presidente de Cuba formalizó un decreto ordenando la construcción de un monumento que recordara a las víctimas de la explosión del acorazado Maine. Para llegar a realizar el proyecto se convocó un concurso al que se presentaron dos arquitectos, uno de ellos el cubano Félix Cabarrocas que fue el elegido. La arquitectura del monumento debía ir adornada por una serie de esculturas y símbolos para lo que Cabarrocas eligió a su amigo y colaborador en otra serie de encargos Moisés de Huerta. Huerta hizo la preparación de la obra en España, en la fundición de Hermanos Codina en Madrid. Después todas las piezas se mandaron por barco desde el puerto de Bilbao. Por fin y cuando estuvo todo armado pudo inaugurarse el monumento el 8 de marzo de 1925 siendo Alfredo Zayas presidente de la República cubana. Se eligió para su emplazamiento una zona del Malecón que entonces se encontraba muy alejada del resto de la población.
El monumento se erigió sobre un basamento alargado paralelo al muro del Malecón. En el centro se alzan dos columnas de orden gigante con fustes estriados y capiteles jónicos; a ambos lados de las columnas se colocaron sendos cañones y las cadenas del ancla del USS Maine. Sobre las columnas hay un entablamento donde en un principio se colocó la estatua de un águila calva de bronce, con las alas estiradas, símbolo de los Estados Unidos. El águila tuvo una historia de desdichas. En 1926 se desencadenó un huracán con tan mala fortuna que la disposición de las alas del ave fueron propicias para que se derrumbara. Nunca se reparó y sus pedazos se guardan como registro histórico en los Jardines de la Embajada de los Estados Unidos en La Habana. Tiene una placa que explica que es un símbolo de la amistad entre este país y Cuba. En la segunda elaboración del águila, Moisés Huerta tuvo más cuidado en diseñar las alas abiertas y así se conservó durante años hasta que en 1961 y tras el triunfo de la Revolución de la mano de Fidel Castro, se modificaron muchos elementos del monumento. Se tomaron varias resoluciones en un consejo de ministros y el primer acto realizado el 1 de mayo fue retirar el águila de su emplazamiento. Así se quedó sin la coronación, tal y como puede verse todavía en el siglo XXI. Pero no se pudo bajar intacta, pues la grúa al parecer hizo una mala maniobra y se rompió en varios pedazos: el cuerpo, la cola y las alas se guardan en los almacenes del Museo de Historia de la Ciudad y la cabeza en el salón de la Embajada de los Estados Unidos.

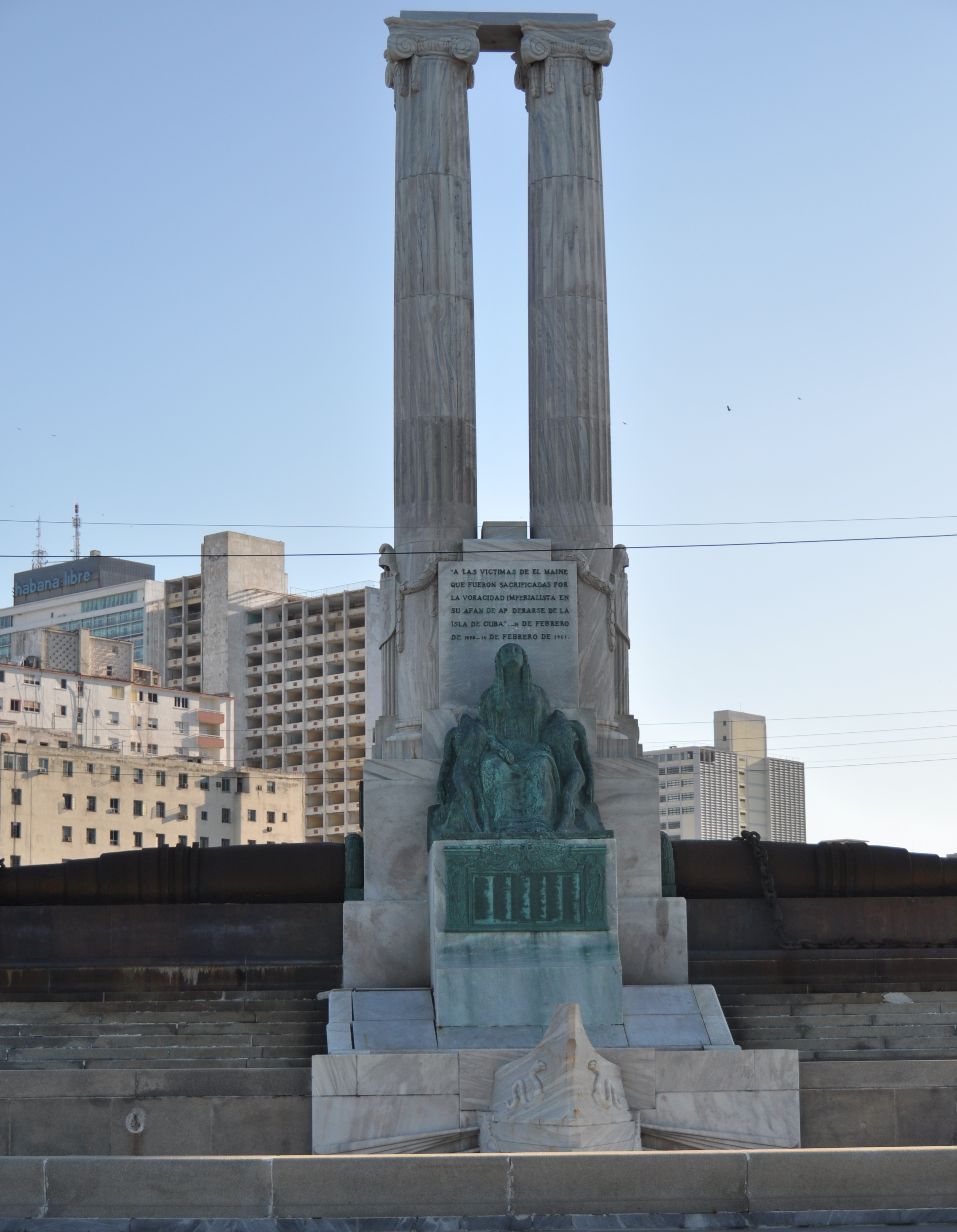
Detalle de la escultura Naturaleza que mira al mar.

Sobre un gran pedestal y debajo de las columnas hay dos figuras de buen tamaño que son las alegorías de Cuba y Estados Unidos. Cada una lleva detalles específicos que las identifica. Están colocadas en la parte que mira al interior. En la parte que mira al mar hay un grupo de bronce que el propio escultor denominó «Naturaleza» y así consta en su catálogo de obras. Se muestra una figura en actitud caritativa que ampara a otras dos que representan dos víctimas del naufragio.
Por detrás de estas dos esculturas pueden verse unas inscripciones que también sufrieron cambios a raíz de 1961. Se consideraba muy importante una inscripción con el texto de la Declaración Conjunta de 1898. Estaba firmada por el vigésimo quinto presidente de Estados Unidos y decía así:

El pueblo de la isla de Cuba es y de derecho debe ser libre e independiente. Resolución Conjunta del Congreso de los Estados Unidos de Norteamérica de 19 de abril de 1898

Estaba escrito en inglés y se cambió por el texto en español y con letras de bronce. Esta inscripción está detrás de las dos alegorías.
También se cambió el idioma inglés al español reemplazando el rótulo que decía «A las víctimas del Maine el pueblo de Cuba» por otro en letras de bronce escrito así

A las víctimas de El Maine que fueron sacrificadas por la voracidad imperialista en su afán de apoderarse de la isla de Cuba.
Febrero 1898-Febrero 1961

Es la placa que se ve por encima de la escultura  Naturaleza.
El monumento llevaba insertadas además distintas inscripciones, algunas desaparecidas o transformadas. Una de ellas da testimonio de la fecha con los nombres de las autoridades que presenciaron la inauguración. Otra da a conocer el nombre del arquitecto con una grafía muy tradicional: «FECIT FELIX CABARROCAS». También se dejó testimonio de la aportación escultórica de Moisés Huerta dejando su nombre escrito, el lugar de ejecución (Bilbao) y el país (España) y se recuerda la producción en bronce con la inscripción «Codina Hermanos. Fundidores. Madrid.»
La decoración del perímetro del monumento también sufrió algunos cambios. Todavía pueden verse una serie de cráteras que no soportan nada. Sobre ellas estuvieron colocados los bustos de William McKinley, (que declaró la guerra a España); Leonard Wood, (primer interventor en la isla), y Theodore Roosevelt, el presidente. Fueron retirados en ese mismo año de 1961.